# Neusalza-Spremberg
Neusalza-Spremberg es un municipio situado en el distrito de Görlitz, en el estado federado de Sajonia (Alemania), a una altitud de 325 metros. Su población a finales de 2016 era de unos 3400 habs. y su densidad poblacional, 140 hab/km².